# Blankgul trädstyltfluga
Blankgul trädstyltfluga (Neurigona erichsoni) är en tvåvingeart som först beskrevs av Zetterstedt 1843.  Blankgul trädstyltfluga ingår i släktet Neurigona och familjen styltflugor. Enligt den svenska rödlistan är arten starkt hotad i Sverige. Arten förekommer i Götaland. Arten har tidigare förekommit på Gotland men är numera lokalt utdöd. Artens livsmiljö är stadsmiljö, skogslandskap. Inga underarter finns listade i Catalogue of Life.